# 春の絵柄付郵便葉書
春の絵柄付郵便葉書（はるのえがらつきゆうびんはがき）または、春のおたより郵便はがき（はるのおたよりゆうびんはがき）、とは、1987年（昭和62年）から2002年（平成14年）まで、毎年2月に当時の郵政省、郵政事業庁から発売された郵便葉書。愛称は「さくらめーる」。

## 概要
1949年（昭和24年）発売のお年玉付郵便はがきの商業的成功を受け、1986年（昭和61年）に発売された、夏のおたより郵便葉書「かもめ〜る」（暑中・残暑見舞いはがき）に続き、1987年（昭和62年）に発売。
販売開始当初のテレビコマーシャルは志穂美悦子が出演していた。
発売当初、お年玉付年賀はがき（毎年11月1日発売）や夏のおたより郵便葉書「かもめ〜る」（毎年6月発売）と同様、くじ付きで販売されており、くじの模様は緑色で、抽選文字は赤色だった。
1992年（平成4年）から、同年に発売された秋の絵柄付郵便葉書「もみじめーる」（毎年8月発売）とともに、くじなしでの販売となった。
しかし、2001年（平成13年）に郵政省が解体、総務省の外局、郵政事業庁となり、その後の日本郵政公社へと続く流れ、また電子メールの普及の波を受け、「もみじめーる」とともに日本郵政公社発足前の2002年（平成14年）をもって販売を終了。
発売から15年での販売終了となった。
その後、2010年に「春のグリーティング」切手シートが発売され8年ぶりに春の郵便関連商品が復活。2012年からは「秋のグリーティング」切手シートの発売も開始されともに現在まで続いている。